# Шуберт, Вильгельм (унтер-офицер СС)
Вильгельм Карл Фердинанд Шуберт (нем. Wilhelm Karl Ferdinand Schubert; 8 февраля 1917, Магдебург, Германская империя — 12 января 2006, Золинген, Германия) — немецкий военный преступник, обершарфюрер СС, блокфюрер в концлагере Заксенхаузен.

## Биография
Вильгельм Шуберт родился 8 февраля 1917 года в семье слесаря Эрнста Шуберта и его жены Паулы. После его рождения семья переехала в Глогау. До апреля 1931 года посещал протестантскую народную школу в Глогау. После окончания школы учился слесарному делу у своего отца, который был слесарем-механиком, и стал наладчиком весов. С 1 декабря 1931 года Шуберт состоял в Гитлерюгенде, а в ноябре 1933 года присоединился к Штурмовому отряду (СА). С 1 ноября 1934 военную службу в 8-м пехотном полку в Глогау и завершил её в чине ефрейтора запаса в конце декабря 1935 года. Впоследствии присоединился к отрядам СС «Мёртвая голова». 1 апреля 1936 года поступил в 10-ю сотню роты СС «Эльба». С 1936 года служил в концлагере Лихтенбург, в 1937 году окончил школу для унтер-офицеров СС при концлагере Дахау. 1 мая 1937 года вступил в НСДАП. В мае 1938 года был переведён в концлагерь Заксенхаузен, где сначала служил в политическом отделе, а потом в почтовом отделении. В августа 1939 года стал блокфюрером лагеря; ему дали прозвище Пистолет-Шуберт из-за его увлечения стрельбой. Шуберт лично убил 46 человек. 3 апреля 1942 года им был убит немецкий орнитолог Вильгельм Шустер: во время утреннего аппеля Шуберт обругал Шустера и принялся бить его кулаками, а когда Шустер лежал на земле, Шуберт несколько раз наступил ему на лицо. Шустер скончался на площади.
С 15 июля 1942 года служил в составе 7-й добровольческой горной дивизии СС «Принц Ойген», которая дислоцировалась в Банате в Югославии. В мае 1943 году пришлось перенести операцию на желудке в госпитале СС в Вене, а в августе 1943 года был направлен в роту в танковом егерском запасном учебном подразделении в Растенбурге. В конце декабря 1943 года был переведён в дивизию СС «Мёртвая голова», которая находилась в Польше. В начале 1944 года обучал рекрутов в Румынии
В июле 1944 года, после двух лет службы в армии был впервые направлен в район Гродно, где служил в качестве командира взвода, а затем в качестве ординарца. 21 октября 1944 года был ранен в районе Варшавы. Он был ранен в ногу и получил различные ожоги. После выздоровления в январе 1945 года снова был направлен на озеро Балатон в Венгрии. В апреле 1945 года во время боев вокруг Вены был ранен осколками в голову и плечо и доставлен на перевязочный пункт близ Амштеттена на Дунае. 8 мая 1945 года попал в плен к американским войскам года. Шуберт был помещён в различные лагеря для военнопленных СС на юге Германииa. 21 августа 1946 года сбежал из лагеря для интернированных в Лангвассере. В августе 1946 года прибыл в Лейпциг, где жила его жена и сестра и где был арестован 2 декабря 1946 года, после того как его опознали бывшие заключённые концлагеря Заксенхаузен. Вместе с другими сотрудниками лагеря ему было предъявлено обвинение советским военным трибуналом в Берлине. 31 октября 1947 году был осуждён на пожизненный принудительный труд. Он отбывал наказание в Воркутлаге. 14 января 1956 года был освобождён из-под стражи в результате амнистии и передан ФРГ, но 8 февраля снова был арестован и вместе с Густавом Зорге предстал перед земельным судом Бонна, где ему были инкриминированы преступления, совершённые в концлагере. Предметом судебного разбирательства было участие в массовых убийствах 10 000 советских военнопленных, а также многочисленные покушения на жизнь узников лагеря. Самого Шуберта обвинили в 46 убийствах. 6 февраля 1959 года суд вынес Зорге и Шуберту приговор в виде пожизненного лишения свободы и дополнительно 15 лет заключения. Отбывал наказание в тюрьме Ремшайда. 31 января 1986 года был досрочно освобождён. После освобождения проживал в Золингене и умер в 2006 году.